# Los Destellos (álbum)
Los Destellos es el álbum debut de la agrupación musical Los Destellos, en él se muestran solo canciones instrumentales y algunas coreadas. El álbum no contó con percusión solo batería. Fue editado originalmente en 1968 por la compañía discográfica Odeón del Perú. Es reconocido como el primer álbum LP de la cumbia peruana, en el año 2018, por los 50 años de su lanzamiento, fue reeditado en vinilo y lanzado a plataformas digitales por Iempsa conjuntamente con @CAL Comunicaciones / Discos Eternos.

## Lista de canciones
Todas las letras escritas por Enrique Delgado, excepto donde se indique.
| Cara A |                                     |          |  |
| N.º    | Título                              | Duración |  |
| 1.     | «El renegón» (Instrumental)         | 2:55     |  |
| 2.     | «Qué chola tan rica» (Instrumental) | 2:06     |  |
| 3.     | «Guajira sicodélica» (Instrumental) | 3:33     |  |
| 4.     | «La charapita»                      | 2:07     |  |
| 5.     | «El chucu chucu» (Instrumental)     | 2:36     |  |
| 6.     | «El avispón» (Instrumental)         | 2:57     |  |

| Cara B |                                     |          |  |
| N.º    | Título                              | Duración |  |
| 7.     | «Recordándote» (Instrumental)       | 3:04     |  |
| 8.     | «La ardillita» (Instrumental)       | 2:47     |  |
| 9.     | «Hermosa melodía» (Instrumental)    | 2:47     |  |
| 10.    | «Descarga eléctrica» (Instrumental) | 2:53     |  |
| 11.    | «Cuando baila Narda» (Instrumental) | 3:04     |  |
| 12.    | «La malvada»                        | 3:04     |  |

## Créditos
Los Destellos
- Enrique Delgado Montes - Primera guitarra
- Fernando Quiroz - Segunda guitarra[11][12]
- Tito Caycho - Bajo eléctrico
- Carlos Ramírez - Batería